# كوم أنجاشة
قرية كوم أنجاشة هي إحدى القرى التابعة لمركز ديروط في محافظة أسيوط في جمهورية مصر العربية. حسب إحصاءات سنة 2006، بلغ إجمالي السكان في كوم أنجاشة 8295 نسمة، منهم 4306 رجل و3989 امرأة.